# 기타 코드

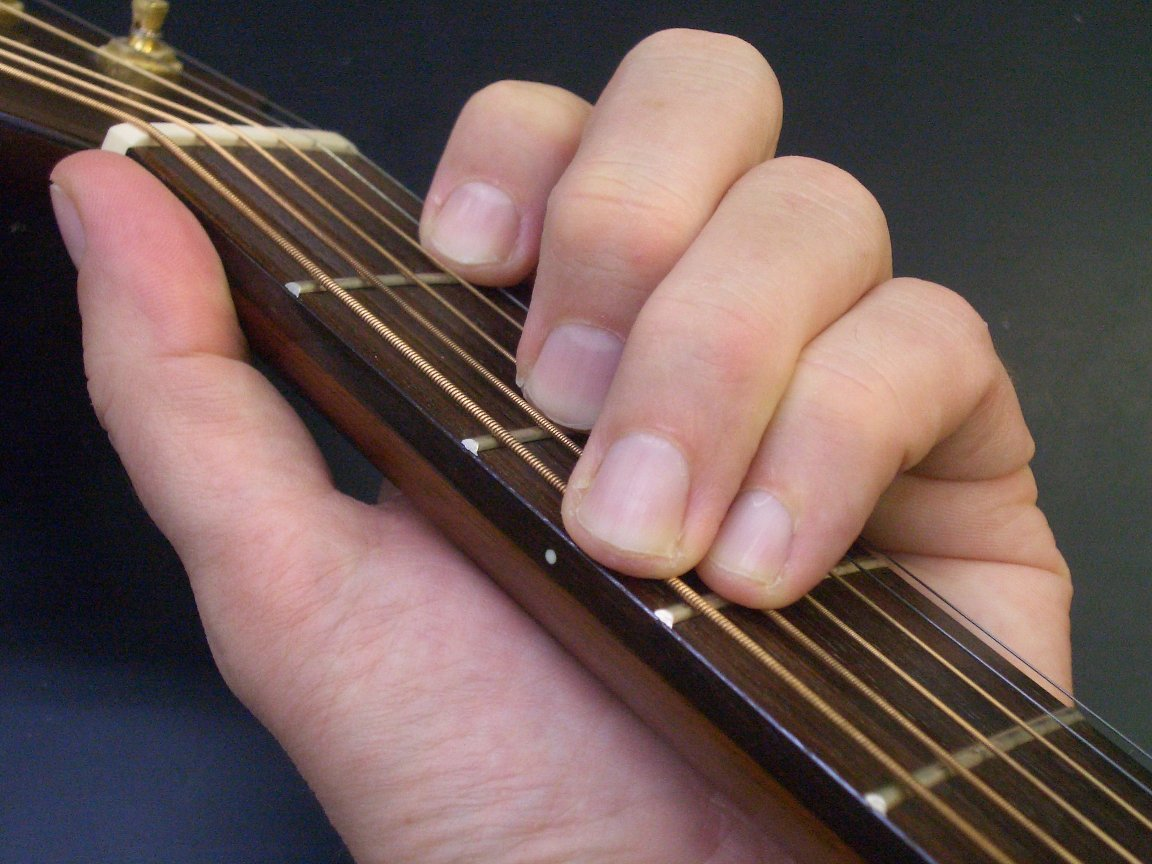
기타로 잡은 C 메이저 코드.

기타 코드는 기타로 연주하는 코드(화음)이다.

## 코드 다이어그램
- 가로줄은 기타 줄을 나타낸다. 가장 아래에 있는 가로줄이 6번 줄이고 가장 위에 있는 가로줄이 1번 줄이다.
- 세로줄은 기타의 프렛을 나타낸다. 코드 다이어그램에 특별히 프렛이 명시돼 않은 이상 가장 왼쪽에 있는 세로줄은 너트(또는 '0프렛'이다.
- 1, 2, 3, 4는 각각 검지, 중지, 약지, 새끼손가락을 나타낸다.
  - T는 잘 쓰이지 않으나 엄지를 나타낸다.
- o는 개방현을 나타내고, x는 치지 않는 줄을 나타낸다.

## 표준 튜닝으로 맞춰진 6줄 기타

### 오픈 CAGED 메이저 코드
메이저 코드는 근음에 장 3도음, 완전 5도음을 쌓은 것이다.
C 메이저 코드의 경우 C, E, G로 이루어져 있다. 이 경우, 기타에서는 다음과 같이 잡으면 된다.
```
C
o|-|-|-|
 |1|-|-|
o|-|-|-|
 |-|2|-|
 |-|-|3|
o|-|-|-|
```

이와 비슷한 방법으로 A 메이저, G 메이저, E 메이저, D 메이저는 다음과 같이 연주할 수 있다.
```
A        G        E            
o|-|-|-|  |-|-|4| o|-|-|-|         
|-|3|-| o|-|-|-| o|-|-|-|  
|-|2|-| o|-|-|-|  |1|-|-|
|-|1|-| o|-|-|-|  |-|3|-|
```

o|-|-|-|  |-|2|-|  |-|2|-|
o|-|-|-|  |-|-|3| o|-|-|-|
```
D
 |-|2|-|
|-|-|3|
|-|1|-|
```

o|-|-|-|
o|-|-|-|
o|-|-|-|

### 바레 코드
바레 코드는 한 손가락(주로 검지)으로 둘 이상의 줄을 한꺼번에 누르는 것을 뜻한다. 대표적인 예로 F 메이저와 Bb 메이저가 있다.
F 메이저는 다음과 같은 과정을 통해 얻을 수 있다.
- 일단 E 메이저를 잡는다.

```
 E
o|-|-|-|
o|-|-|-|
 |1|-|-|
 |-|3|-|
 |-|2|-|
o|-|-|-|
```

- 손가락을 1, 2, 3에서 2, 3, 4로 바꿔 잡는다.

```
 E
o|-|-|-|
o|-|-|-|
 |2|-|-|
 |-|4|-|
 |-|3|-|
o|-|-|-|
```

- 현재 잡고 있는 손가락들을 모두 한 프렛 오른쪽으로 옮긴다.

```
o|-|-|-|
o|-|-|-|
 |-|2|-|
 |-|-|4|
 |-|-|3|
o|-|-|-|
```

- 이때 개방현도 같이 한 프렛 옮겨 주어야 하는데, 개방현은 옮길 수 없으므로 검지로 첫 번째 프렛 전체를 눌러 준다.

```
F
 |1|-|-|
 |1|-|-|
 |:|2|-|
 |:|-|4|
 |:|-|3|
 |1|-|-|
```

F#, Ab 메이저는 위 F를 잡은 상태에서 각각 한 프렛, 세 프렛씩 옮기면 잡을 수 있다.
Bb 메이저 코드도 위와 똑같은 방법으로 A 코드를 한 프렛 옮겨서 잡을 수 있다.
```
A        Bb
o|-|-|-|  |1|-|-|
 |-|3|-|  |:|-|4|
 |-|2|-|  |:|-|3|
 |-|1|-|  |:|-|2|
o|-|-|-|  |1|-|-|
o|-|-|-|  |1|-|-|
```

B, C# 메이저는 위 Bb을 잡은 상태에서 각각 한 프렛, 세 프렛씩 옮기면 잡을 수 있다.

### 마이너 코드
마이너 코드는 근음에 단 3도음, 완전 5도음을 쌓은 것이다. 메이저 코드보다 3도음이 반음 낮다. 그렇기 때문에 메이저 코드 모양에서 3도음을 반음 낮춰서 잡으면 마이너 코드를 잡을 수 있다.
대표적인 예로 E 마이너, A 마이너, D 마이너가 있다.
```
Em       Am       Dm
o|-|-|-| o|-|-|-|  |1|-|-|
o|-|-|-|  |1|-|-|  |-|-|3|
o|-|-|-|  |-|3|-|  |-|2|-|
 |-|3|-|  |-|2|-| o|-|-|-|
 |-|2|-| o|-|-|-| o|-|-|-|
o|-|-|-| o|-|-|-|  |T|-|-|
```

C 마이너와 G 마이너는 3도음을 반음 낮춰서 잡을 수 없는데, 이는 장 3도음이 이미 개방현을 쓰고 있기 때문이다. 따라서 C 마이너와 G 마이너는 바레 코드로 잡는 수밖에 없다. 다만 G 마이너는 이렇게 잡을 수는 있긴 하다.
```
Gm
 |-|-|4|
 |-|-|3|
o|-|-|-|
o|-|-|-|
 |1|-|-|
 |-|-|2|
```

## 같이 보기
- 기타